# Culiacán (rzeka)
Culiacánⓘ – rzeka w stanie Sinaloa w Meksyku. Długość wynosi 875 km, jej zlewnia obejmuje 17 200 km², a jej średni roczny przepływ wynosi 3 280 mln hm³.
Culiacán powstaje z połączenia rzek Tamazula i Humaya w centrum miasta Culiacán. Płynie początkowo w kierunku zachodnim do miejscowości Navolato, gdzie zmienia bieg na południe, po czym uchodzi do Oceanu Spokojnego, do zatoki w pobliżu półwyspu Lucernilla.
Stwierdzono, że rzeka Culiacán charakteryzuje się dość wysokim poziomem zanieczyszczenia wód z powodu produkcji zanieczyszczeń przemysłowych.